# مارك روكو
مارك روكو (بالإنجليزية: Marc Rocco)‏ هو كاتب سيناريو ومنتج أفلام ومخرج أمريكي، ولد في 19 يونيو 1962 في الولايات المتحدة، وتوفي بنفس المكان في 1 مايو 2009.

## وصلات خارجية
- مارك روكو على موقع IMDb (الإنجليزية)
- مارك روكو على موقع ألو سيني (الفرنسية)
- مارك روكو على موقع أول موفي (الإنجليزية)
- مارك روكو على موقع قاعدة بيانات الأفلام السويدية (السويدية)
- مارك روكو على موقع إن إن دي بي (الإنجليزية)
- مارك روكو على موقع قاعدة بيانات الفيلم (الإنجليزية)
- مارك روكو على موقع كينوبويسك (الروسية)